# Derek Reid
Derek Agutter Reid (1927 - 2006) fue un micólogo, y taxónomo inglés.

## Biografía
Era aborigen de Leighton Buzzard, Bedfordshire, hijo de un enmarcador de cuadros. Se educó en Cedars School y en la Universidad de Hull, estudiando geología y botánica. En 1964, obtuvo su PhD por la Universidad de Londres, por una tesis (publicada luego) sobre fungi Polyporales.
En 1951, fue asistente del Dr. R.W.G. Dennis, jefe de micología en Kew Gardens. Al retirarse en 1975, Derek Reid tomó esa posición y permaneció en Kew hasta jubilarse en 1987.
Fue un naturalista y entusiasta micólogo de campo, liderando incursiones regulares de hongos en su Bedfordshire nativo por más de 40 años, así como tutoría de cursos de identificación de hongos en Field Studies Centres, y clases nocturnas en la Universidad de Londres. Publicó una popular guía de campo de setas y hongos británicos, en 1980. También fue capaz de viajar mucho más ampliamente que sus predecesores en Kew, visitando y recolectando hongos en la Europa continental, EE. UU., las Antillas, Australia y Sudáfrica. Su interés particular en los hongos de Sudáfrica lo llevó a varios trabajos conjuntos con su colega micólogo Prof. Albert Eicker de la Universidad de Pretoria. En 1989, tras su retiro de Kew, Reid permaneció, durante algún tiempo, en Pretoria, como profesor visitante en dicha universidad.
Sus intereses estuvieron en la taxonomía de fungi, especialmente (mas no exclusivamente) Basidiomycota. Publicó más de 200 artículos sobre especies británicas y extranjeras, mayormente en agáricos y también heterobasidiomycetes, gasteromycetes, y otros macrofungi, describiendo muchas nuevas especies.

## Algunas publicaciones
- 1955. New or interesting records of Australasian basidiomycetes. Kew Bull. 1955: 631-648

- 1962. Notes on fungi which have been referred to the Thelephoraceae sensu lat. Persoonia 2 (2): 109-169, 59 figs.

- 1963. con p.k.c. Austwick. An annotated list of the less common Scottish Basidiomycetes. Glasgow Naturalist 18 (6): 255-336

- 1964. Notes on some fungi of Michigan. I. Cyphellaceae. Persoonia 3 (1): 97-154, 52 figs.

- 1965. A monograph of the stipitate stereoid fungi (suplemento para Nova Hedwigia 18) 388 pp. 50 pls

- 1974. A monograph of the British Dacrymycetales. Trans. of the British Mycological Soc. 62: 433-494

- 1977. Some gasteromycetes from Trinidad and Tobago. Kew Bull. 31: 657-690

- r.w.g. Dennis, d.a. Reid, b.m. Spooner. 1977. The fungi of the Azores. Kew Bull. 32 (1): 85-136

- Reid, D. A. (1979). «A Monograph of the Australian Species of Amanita Pers. ex Hook. (Fungi)». Australian J. of Botany Supplementary Series 10 (8).

- 1980. Mushrooms and toadstools. London: Kingfisher

- s.g. Oldridge, d.n. Pegler, d.a. Reid, b.m. Spooner. 1986. A collection of fungi from Pahang and Negeri Sembilan (Malaysia). Kew Bull. 41 (4): 855-872

- 1990. New or interesting records of British heterobasidiomycetes. Mycological Res. 94: 94-108

- 1990. The Leucocoprinus badhamii complex in Europe: species which redden on bruising or become green in ammonia fumes. Mycological Res. 94 (5): 641-670

- con a. Eicker. 1991. A taxonomic survey of the genus Montagnea with special reference to South Africa. South African J. of Botany 57: 161-170

- 1996. Mycena truncosalicicola – a new species of Mycena from Britain. Czech Mycolo. 48 (4): 261-263

## Honores

### Epónimos
Seis especies de fungi se nombraron en su honor, como Hygrophoraceae Hygrocybe reidii.
- Amanita reidii Eicker & Greuning, 1993
- Corticium reidii K.S.Thind & S.S.Rattan, 1972 [syn.  Ceraceomyces reidii (K.S.Thind & S.S.Rattan) S.S.Rattan, 1977]
- Cystolepiota adulterina Bon, 1981
- Hygrocybe reidii Kühner, 1976
- Inocybe albidodisca Stangl & J.Veselský, 1975 [syn.  Inocybe pruinosa R.Heim, 1931]
- Peniophora reidii Boidin & Lanq., 1983
- Stereopsis reidii Losi & A.Gennari, 1997
- Volvariella reidii Heinem., 1978
- La abreviatura «D.A.Reid» se emplea para indicar a Derek Reid como autoridad en la descripción y clasificación científica de los vegetales.[4]